# Tumbler
Le tumbler est un verre à fond plat d'une contenance moyenne de 25 cl, idéal pour servir les cocktails de type long drinks. Ceux-ci sont préparés pour être servis dans des tumblers n’excèdant pas 15 cl puisque la glace occupe un espace important dans le verre. Sa forme allongée permet d’empiler les cubes de glace et donc de rafraîchir la boisson dans son intégralité.

## Tumblers utilisés pour les cocktails
Il existe différentes types de verres tumbler adaptés aux différents cocktails qui sont décrits dans le tableau suivant :  
| Type de tumbler     | Image | Contenance | Exemple de cocktail |
| ------------------- | ----- | ---------- | ------------------- |
| Verre Collins       |       | 300-410 ml | Tequila sunrise     |
| Verre highball      |       | 240-350 ml | Mint julep          |
| Verre old fashioned |       | 180–300 ml | Old fashioned       |
| Verre à shot        |       | 30-50 ml   | B-52                |